# 上山警察署
上山警察署（かみのやまけいさつしょ）は、山形県警察が管轄する警察署の一つである。

## 管轄区域
- 上山市

## 所在地
- 山形県上山市矢来三丁目7番50号

## 歴史
- 上山警察署は明治9年に現在の上山市十日町地内に山形警察署第2屯所を設置したのが始まりで、明治10年に山形警察署上ノ山分署と改称し、明治24年南村山郡警察署として独立し、明治35年に上山警察署と改称された。
- 昭和23年に上山地区警察署と上山町警察署に分割されたが、昭和29年に統合され上山警察署に改称された。
- 現在の庁舎は昭和54年4月に新築移転した。

## 沿革
- 1876年（明治9年）：山形警察署第2屯所として開署
- 1877年（明治10年）：山形警察署上ノ山分署に改称
- 1891年（明治24年）：南村山郡警察署として独立
- 1902年（明治35年）：上山警察署に改称
- 1948年（昭和23年）：上山地区警察署と上山町警察署に分割
- 1954年（昭和29年）：上山警察署として統合
- 1979年（昭和54年）：現在地に移転新築
- 2005年（平成17年）4月1日：新丁交番を廃止し、駅前交番を設置[1]

## 交番
- 駅前交番 - 上山市矢来1丁目1-13

## 駐在所
なし